# Knapenkoor
Een knapenkoor of jongenskoor is een koor dat enkel uit jongens en/of tieners bestaat.
Deze jongeren zingen de sopraan-partij, en naargelang de grootte van het koor ook de alt-partij.
Aangezien de stem van deze jongens nog niet volwassen ontwikkeld is, kunnen ze nog geen bas of tenor zingen.
Daarom wordt een knapenkoor vaak ondersteund door enkele volwassenen die de tenor- en baspartij voor zich nemen. Soms wordt het koor opgesplitst in een apart knapen- en mannenkoor, dat samen concerteert.

## Geschiedenis
Het gebruik van louter mannelijke stemmen is ontstaan in Rome, waar alleen mannen in de Sixtijnse Kapel mochten zingen. De jongens konden zo vroeger een centje bijverdienen en les krijgen op kosten van de Kerk. Deze traditie bestaat nog in de Katholieke Kerk en in de Anglicaanse Kerk.

## Bekende knapenkoren

### Nederland
- Haags Matrozenkoor
- Roder Jongenskoor
- Rotterdams Jongenskoor

### België
- Antwerps Kathedraalkoor
- Flanders Boys Choir
- Schola Cantorum Cantate Domino

### Internationaal
- Thomanerchor, Leipzig
- Wiener Sängerknaben
- Les petits chanteurs à la croix de bois
- Poznański Chór Chłopięcy